# Santa Marina (Venedig)

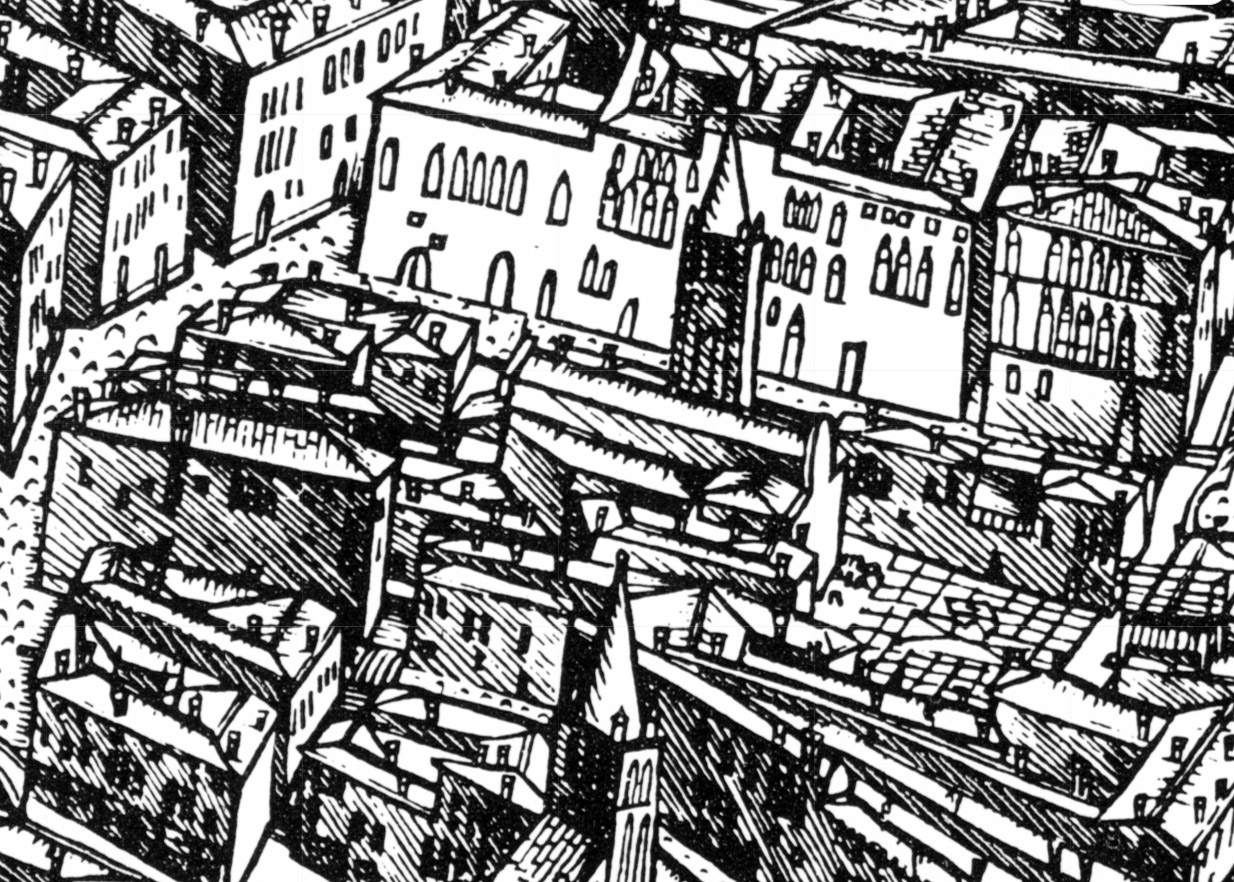
Die venezianische Kirche östlich der Rialtobrücke im Plan des Jacopo de’ Barbari, um 1500 (Detail)

Santa Marina war eine bis 1820 bestehende Kirche im Westen des venezianischen Sestiere Castello. Sie befand sich am noch heute bestehenden Campo Santa Marina. Sie war zunächst dem hl. Liberalis, dann ab dem frühen 13. Jahrhundert der hl. Marina von Bithynien geweiht.

## Geschichte

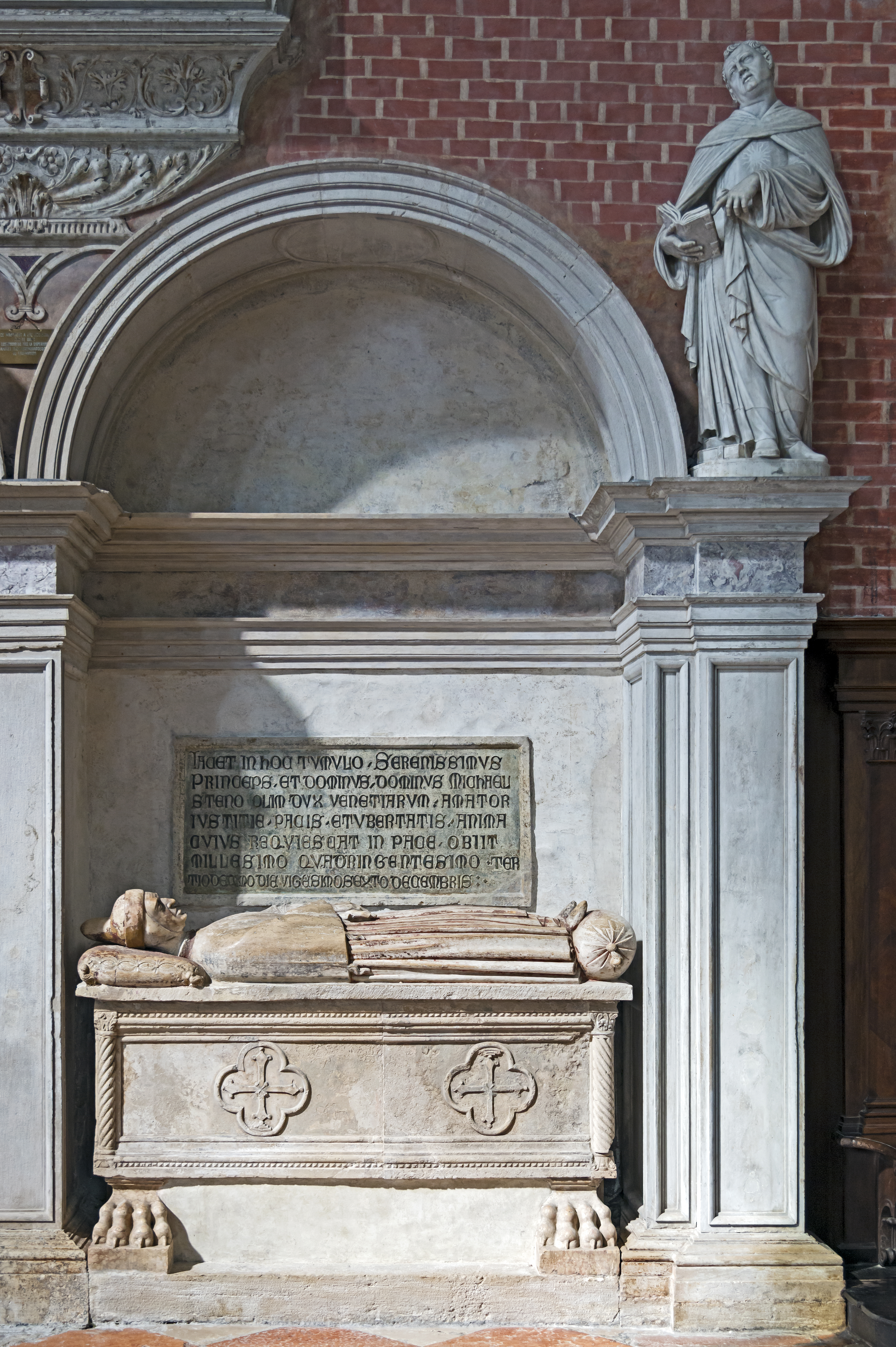
Das Grabmonument Michele Stenos befindet sich seit 1811 in San Zanipolo. Sein spätgotischer Baldachin, noch im Kodex Gradenigo-Dolfin überliefert, ist verloren.

Der Campo Santa Marina im Jahr 2016

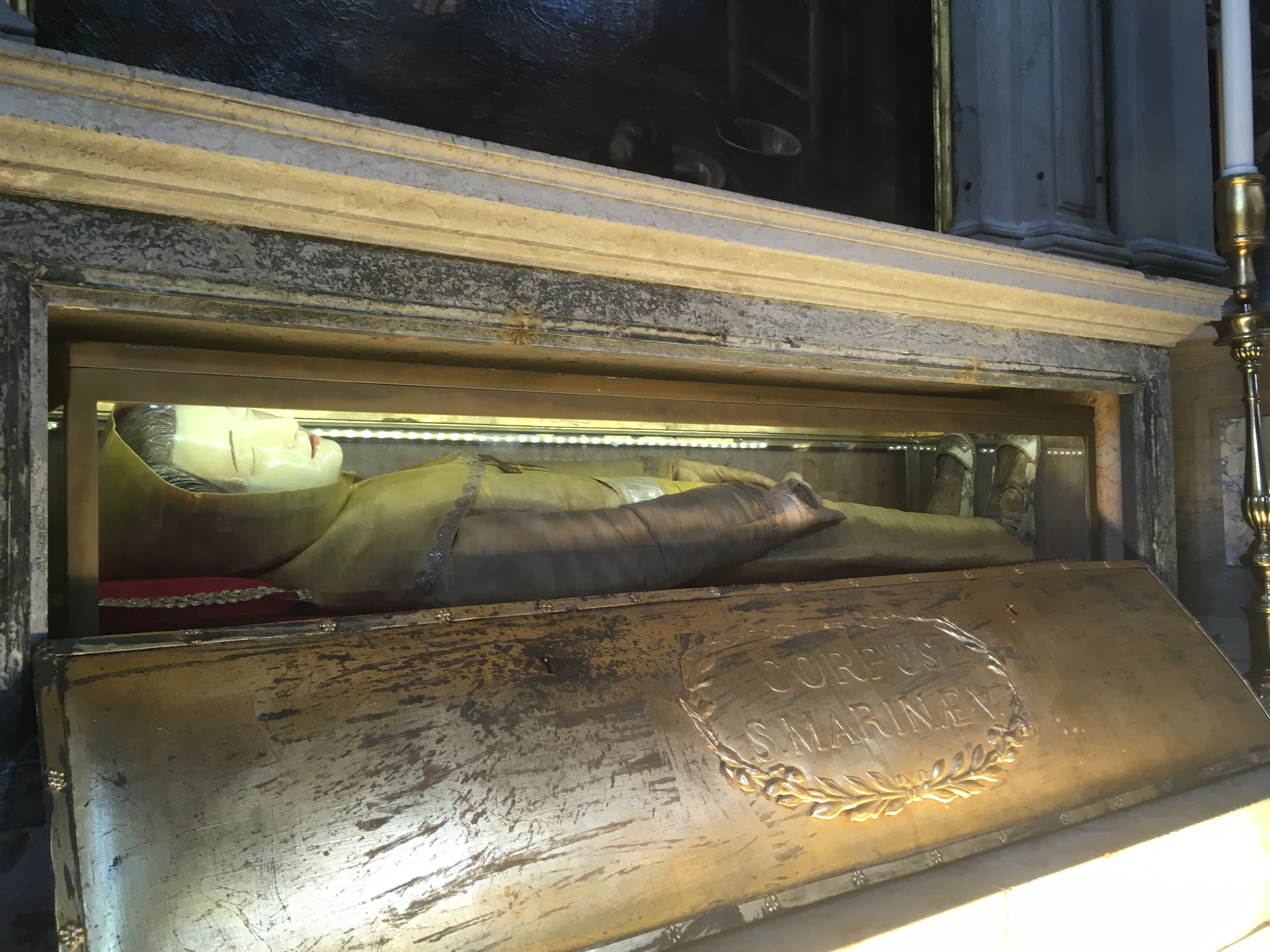
Der Schrein mit den Reliquien der hl. Marina befindet sich heute in der Kirche Santa Maria Formosa

Die Kirche war zunächst, vielleicht seit 1030, dem hl. Liberalis von Cannae geweiht, wie Flaminio Corner in seinem 1758 erschienenen Werk Notizie storiche delle Chiese e Monasteri di Venezia erwähnt. Dabei handelte es sich um einen Märtyrer aus Apulien, der im frühen 2. Jahrhundert gestorben sein soll, und der als erster (oder zweiter) Bischof der Stadt galt. Erst nach der Überführung der Reliquien der hl. Marina, vielleicht im Jahr 1213 aus einem unweit von Konstantinopel gelegenen Kloster, wurde die Kirche umgewidmet und trug bis zur Zerstörung den Namen der Heiligen aus dem kleinasiatischen Bithynien, die in Phönizien geboren worden war. Sie soll ihr Leben hauptsächlich in einem maronitischen Kloster im Libanongebirge verbracht haben.
Zwei Dogengräber des 15. Jahrhunderts befanden sich in der Kirche. So wurde Michele Steno 1413 in der Santa-Marina-Kirche beigesetzt, ebenso wie Nicolò Marcello im Jahr 1473. Nach einem Schlachtensieg im Jahr 1512, bei dem die Heilige eine wichtige Rolle gespielt haben soll, beschloss der Senat am 25. Juni desselben Jahres, dass fortan der Senat und der Doge am Tag der hl. Marina jedes Jahr am 25. Juni im Rahmen einer Prozession die Kirche aufsuchen sollten. Der hl. Liberalis wurde in der Kirche weiterhin verehrt. An diesem Tag wurden bis zum Ende der Republik die Schlüssel von Padua „öffentlich vorgezeigt“.
Aus einem Visitationsbericht des Jahres 1733 geht hervor, dass sich dort Werke des Paris Bordone (Sant‘Andrea, Daniel unter den Löwen), dann ein Werk im Stil Giorgiones (Cristo condotto al calvario), ebenso wie ein Madonnenbild von Stefano Paoluzzi befanden. Weitere Gemälde stellten die Heiligen Franz von Assisi, Dominikus, Liberalis dar, andere Bildwerke stammten von Giovambattista oder Giambattista Lorenzetti und Baldassare d’Anna.
Unter Napoleon, der 1807 zahlreiche Gemeinden auflösen und zusammenlegen ließ, wurde die Gemeindekirche zunächst San Lio unterstellt, dann, nachdem auch diese aufgehoben worden war, Santa Maria Formosa. Die Gottesdienste wurden 1818 eingestellt, schließlich wurde die Kirche 1820 abgerissen, nachdem sie als Ostaria genutzt worden war. An einem kleinen Altar wurde allerdings weiterhin jedes Jahr am 17. Juli die Heilige gefeiert.
Die Kunstwerke wurden, so sie nicht verloren gingen, nach und nach auf andere Kirchen verteilt. So befindet sich das Grabmal des Dogen Michele Steno heute an der Kirche San Zanipolo.